# سلاح الجو التشيلي
سلاح الجو التشيلي (بالإنجليزية: Chilean Air Force)‏ هو سلاح الجو لدولة تشيلي، وهو فرع من الجيش التشيلي.

## التاريخ
وقد اتخذت الخطوة الأولى نحو FACH الحالية تنينتي كورونيل بيدرو بابلو Dartnell، عندما أسس SERVICIO للخطوط الجوية الكوبية ميليتار دي تشيلي (خدمة الطيران العسكري شيلي) في 20 ديسمبر عام 1910، يجري تدريب كطيار في فرنسا. على الرغم من مدرسة وشملت، تم إرسال ضباط الأولى إلى فرنسا لتدريبهم كذلك. واحد منهم، الكابتن مانويل برادو أفالوس، استغرق الأمر أكثر من مدرسة الطيران العسكرية التشيلية التي تم نصبها رسميا 11 فبراير 1913، وبقي في الأمر حتى عام 1915. سميت ايسكويلا الخطوط الجوية الكوبية ميليتار (المدرسة العسكرية للطيران) تكريما له في عام 1944 ، وما زال يحمل هذا الاسم اليوم.
في تلك السنوات المبكرة وقد تحققت العديد من الإنجازات الطيران؛ قهر ارتفاع جبال الأنديز كان واحدا من الأهداف الرئيسية، فضلا عن رحلات لمسافات طويلة. وكانت طائرة نموذجية من تلك الحقبة أفرو 504، Bleriot الحادي عشر، بريستول M.1C، DH.9، وSE5a. في العقد التالي، تم إنشاء (البريد الجوي الخط شيلي) لينيا دي تشيلي Aeropostal على 5 مارس 1929 كفرع من الطيران العسكري. وضعت هذه الشركة البريدي لاحقا إلى شركة الطيران لينيا العسكرية الجوية الوطنية (شركة الطيران الوطنية) التي لا تزال شركة الطيران الرائدة في شيلي اليوم. بعد ذلك بوقت قصير، في 21 آذار عام 1930، تم دمج العناصر الموجودة الطيران من الجيش والبحرية إلى قسم مخصص: وSubsecretaria للخطوط الجوية الكوبية (قسم القوات الجوية) خلق بفعالية سلاح الجو المستقلة الحالية. كان اسمه في البداية أنه حزب القوة العسكرية الجوية الوطنية (القوة الجوية الوطنية). المطار الدولي في تشيلي يحمل اسم الأب المؤسس لان وأول قائد لسلاح الجو، العميد الهواء ارتورو ميرينو بينيتيز. كان التعميد لها لإطلاق النار في تمرد 1931 البحارة في كوكيمبو، حيث ساهمت الطائرات هجوم سلاح الجو وقاذفات القنابل وطائرات النقل 2 تحويلها إلى قاذفات القنابل إلى فشلها.
وكانت الخطوط العريضة الأولى لتنظيم القوة الجوية الحالية وضوحا في عام 1945 مع بداية جروبو دي TRANSPORTE NO.1 (مجموعة النقل الأولى)، في وقت لاحق ترقيم جروبو 10، مع اثنين من C-45S واحد T-6 تكساس في لوس Cerrillos. بعد ذلك بعامين تم إجراء أول رحلة حزب القوة العسكرية الجوية إلى القارة القطبية الجنوبية. الخمسينات يعني دخول عصر الطائرات النفاثة لFACH، وكان جروبو 7 أول وحدة لاستقبالهم في عام 1954. حصلت شيلي طائراتها من كل من الولايات المتحدة وأوروبا. تألف العرض من شركة لوكهيد الأمريكية F-80، T-33 لوكهيد، الزان T-34 معلمه، سيسنا T-37، A-37 من طراز سيسنا اليعسوب ونورثروب F-5E / F على سبيل المثال، في حين زودت البريطانية هوكر الصيادون والفرنسية تسليم مروحيات مختلفة وداسو ميراج 50 طائرة.
استضافت سلاح الجو التشيلي في مناورات مشتركة مع الدول الصديقة Salitre الأخرى. كما شاركت في العديد من بعثات حفظ السلام للأمم المتحدة في الخارج في 5 مناسبات.

## وسام معركة
الموظفين = 10,600 (بما في ذلك المجندين 700)

### قيادة القتال من سلاح الجو
.

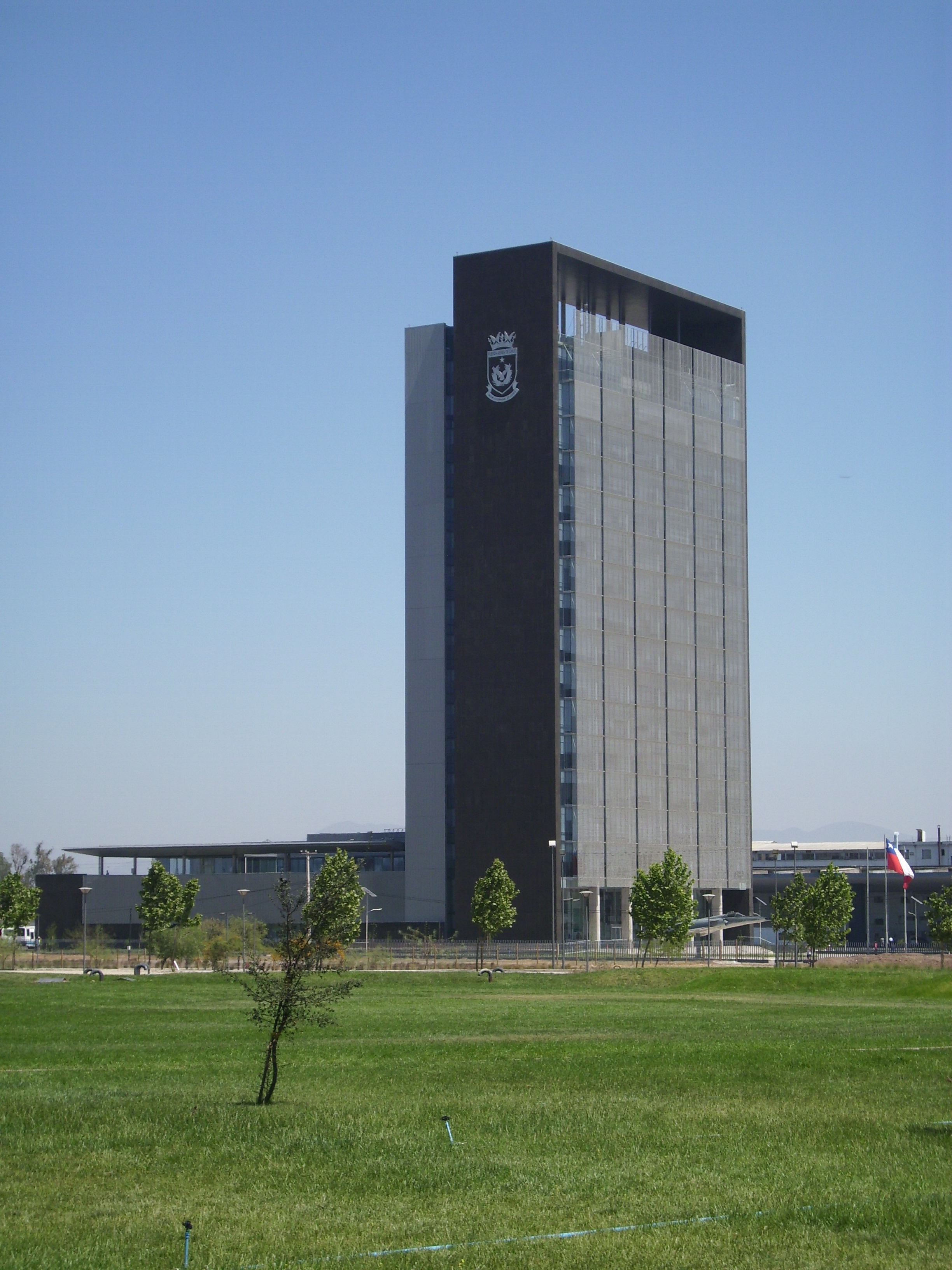
المبنى دلفوس، الذي صممه شعبة البنية التحتية اللوجستية قيادة سلاح الجو

أولا واء الهواء ومقرها في لوس Cóndores القاعدة الجوية (قاعدة العسكرية الجوية انجليس Cóndores) في إكيكي
- مجموعة الطيران 1
- مجموعة الطيران 2
- مجموعة الطيران 3
- 24 مجموعة الدفاع الجوي
- 34 مجموعة الكشف الإلكترونية

اللواء الجوي الثاني ومقرها في Pudahuel القاعدة الجوية (قاعدة العسكرية الجوية Pudahuel) في سانتياغو
- مجموعة الطيران 9
- مجموعة الطيران 10
- الهواء المدفعية الدفاع والقوات الخاصة فوج (Regimiento دي Artillería Antiaérea ذ FF.EE)
- الهواء الإنذار المبكر السرب
- بينيارول عالية البهلوانية فرقة (Escuadrilla دي ألتا Acrobacia بينيارول)
- 32 مجموعة الكشف الإلكترونية

ثالثا واء الهواء ومقرها في القاعدة الجوية Tepual ش (قاعدة العسكرية الجوية ش Tepual) في بويرتو مونت
- مجموعة الطيران 5
- 25 مجموعة الدفاع الجوي
- 35 مجموعة الكشف الإلكترونية

اللواء الجوي الرابع ومقرها في Chabunco القاعدة الجوية (قاعدة العسكرية الجوية Chabunco) في بونتا أريناس
- مجموعة الطيران 6
- مجموعة الطيران 12TH
- 23 مجموعة الدفاع الجوي
- 33 الإلكترونية المجموعة الكشف

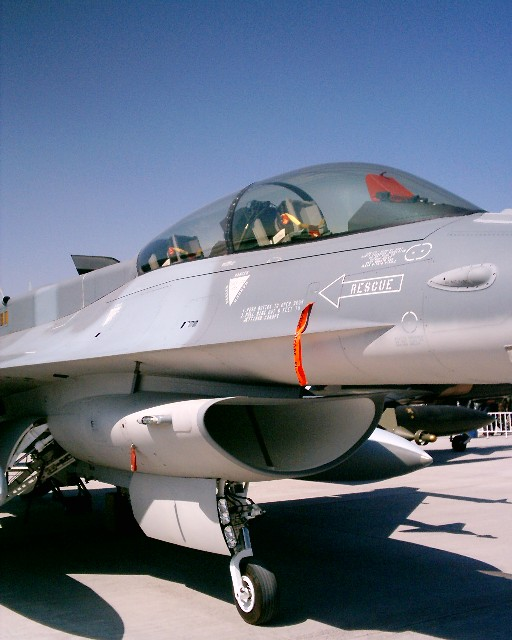
F-16D بلوك 50 M من سلاح الجو التشيلي

- المجموعة 19 القطب الجنوبي الاستكشاف

خامسا واء الهواء ومقرها في ثيرو مورينو القاعدة الجوية (قاعدة العسكرية الجوية ثيرو مورينو) في انتوفاغاستا
- مجموعة الطيران 7
- مجموعة الطيران 8
- 21 مجموعة الدفاع الجوي
- 31 مجموعة الكشف الإلكترونية
- المجموعة المشاة الطيران

### قيادة الموظفين
التعليم الشعبة
- مدرسة الطيران "الكابتن مانويل أفالوس برادو"
- مدرسة الطيران تخصصات "رحلة الرقيب أدولفو Menadier روخاس"
- مدرسة ضباط الصف Perfectioning
- أكاديمية الحرب الجوية
- الطيران للفنون التطبيقية أكاديمية
- التصوير الجوي خدمة المسح

قسم الصحة 

المستشفى العام للقوات الجوية 

سلاح الجو العليا ولاية القيادة

### القيادة اللوجستية
شعبة الصيانة 

شعبة الإدارة 

شعبة البنية التحتية